# Alseodaphnopsis petiolaris
Alseodaphnopsis petiolaris là loài thực vật có hoa trong họ Nguyệt quế. Loài này được Carl Daniel Friedrich Meisner miêu tả khoa học đầu tiên năm 1864 dưới danh pháp Nothaphoebe petiolaris. Năm 1886 Joseph Dalton Hooker chuyển nó sang chi Alseodaphne. Năm 2017 Li Hsi Wen và Li Jie chuyển nó sang chi  Alseodaphnopsis.

## Môi trường sống và phân bố
Rừng thưa khô, rừng thường xanh lá rộng; ở cao độ 600–900 m. Phân bố tại Ấn Độ, Myanmar, Trung Quốc (nam Vân Nam). Sách Cây cỏ Việt Nam của Phạm Hoàng Hộ cho rằng loài này có ở Việt Nam (Thanh Hóa).

## Tên gọi
Tên gọi tại Việt Nam là sụ có cuống, vàng trắng có cuống; tại Trung Quốc là 长柄油丹 (trường bính du đan).

## Mô tả
Cây gỗ cao đến 20 m, đường kính ngang ngực khoảng 10 cm. Cành con màu ánh nâu, mọc hơi vòng, hơi có góc cạnh, rải rác với các bì khẩu như bần hình gần tròn, nhẵn nhụi trừ các phần non. Chồi tận cùng hình trứng; vảy chồi kết chặt, rậm lông măng màu nâu sẫm. Cuống lá mập, 1,5-2,5(-5) cm, lồi-lõm, nhẵn nhụi; phiến lá màu nâu ở cả hai mặt nhưng màu xanh lục-trắng ở mặt xa trục khi còn non, mờ đục mặt xa trục, mặt gần trục bóng loáng, to, hình trứng ngược thuôn dài hoặc thuôn dài, 14-26 × 6–15 cm, giống như da dày, gân giữa nhô cao mặt xa trục, chìm mặt gần trục, gân bên khoảng 11 cặp, rất dễ thấy ở mặt xa trục, hơi nhô cao ở mặt gần trục, xiên, nối cong hình cung với nhau ở các đầu tạn cùng, các gân ngang và các gân con hình lưới, nhô cao dễ thấy ở cả hai mặt, gốc lá hình nêm hoặc gần thuôn tròn và luôn không bằng nhau ở các bên, đỉnh thuôn tròn hoặc tù, hơi nhọn đột ngột hoặc hơi có khía. Chùy hoa gần đầu cành, mọc thành cụm ở đỉnh của cành con, (10-)15–30 cm, nhiều hoa, phân nhánh, các nhánh thấp nhất đến 10 cm; cuống chùy hoa 6–13 cm, có lông măng màu gỉ sắt dọc theo trục nhánh, đặc biệt ở các mắt. Cuống hoa khoảng 2 mm, lông măng màu gỉ sắt. Hoa nhỏ, khoảng 2,5 mm. Ống bao hoa hình nón rộng, khoảng 1 mm; thùy bao hoa 6, hình trứng-tròn, tù, các thùy bên ngoài khoảng 2 × 1,8 mm, các thùy bên trong khoảng 2,5 × 2 mm, nhiều lông măng màu gỉ sắt ở cả hai mặt. Nhị sinh sản 9, khoảng 1,2 mm ở vòng 1, khoảng 1,8 mm ở vòng 2 và khoảng 2,8 mm ở vòng 3; chỉ nhị phẳng, nhiều lông, rất ngắn ở vòng 1, dài gần bằng bao phấn ở vòng 2 và 3, mỗi bao phấn của vòng 3 có 2 tuyến hình tim-hình cầu có cuống ngắn, các bao phấn khác không có tuyến; bao phấn của vòng 1 hình trứng rộng, tù, khoảng 0,8 mm, với 2 ngăn nhỏ hơn phía trên và 2 ngăn lớn phía dưới, tất cả các ngăn đều hướng vào trong, bao phấn của vòng 2 hình trứng rộng-elipxoit, tù, với 4 ngăn hướng vào trong, bao phấn của vòng 3 hình elipxoit, cắt ngắn hoặc hơi có khía ở giữa tại đỉnh, với 4 ngăn hướng ra ngoài-ở bên. Nhị lép nhỏ. Bầu nhụy hình trứng, khoảng 0,8 mm, nhẵn nhụi, thu nhỏ dần thành vòi nhụy dài khoảng 1,6 mm; đầu nhụy hình khiên, 3 thùy. Quả hình trứng-thuôn dài, khoảng 2,8 × 1,3 cm, đỉnh tròn, mọng thịt; cuống quả mập, dài khoảng 5 mm, đường kính lên đến 4 mm ở phần giãn ra trên đỉnh. Ra hoa tháng 10-11, tạo quả từ tháng 12 đến tháng 4 hoặc 5 của năm sau.